# Orahovo, Bar
Orahovo este un sat din comuna Bar, Crnoj Gori. Conform datelor de la recensământul din 2003, localitatea are 66 de locuitori (la recensământul din 1991 erau 54 de locuitori).

## Demografie
În satul Orahovo locuiesc 54 de persoane adulte, iar vârsta medie a populației este de 40,0 de ani (42,4 la bărbați și 37,2 la femei). În localitate sunt 20 de gospodării, iar numărul mediu de membri în gospodărie este de 3,30.
|  |

| Demografie | Demografie | Demografie |
| An         | Locuitori  | Locuitori  |
| ---------- | ---------- | ---------- |
|            |            |            |
|            |            |            |
|            |            |            |
|            |            |            |
| 1948       | 74         |            |
| 1953       | 73         |            |
| 1961       | 64         |            |
| 1971       | 41         |            |
| 1981       | 36         |            |
| 1991       | 54         | 54         |
| 2003       | 70         | 66         |

| \| Componența etnică conform recensământului din 2003[2] \| Componența etnică conform recensământului din 2003[2] \| Componența etnică conform recensământului din 2003[2] \| Componența etnică conform recensământului din 2003[2] \| Componența etnică conform recensământului din 2003[2] \| \| ----------------------------------------------------- \| ----------------------------------------------------- \| ----------------------------------------------------- \| ----------------------------------------------------- \| ----------------------------------------------------- \| \| \| \| \| \| \| \| Muntenegreni \| Muntenegreni \| \| 44 \| 66,66% \| \| Sârbi \| Sârbi \| \| 20 \| 30,3% \| \| Musulmani \| Musulmani \| \| 1 \| 1,51% \| \| necunoscută \| necunoscută \| \| 0 \| 0% \| |              |  |    |        |
| Componența etnică conform recensământului din 2003 |              |  |    |        |
| |              |  |    |        |
| Muntenegreni | Muntenegreni |  | 44 | 66,66% |
| Sârbi | Sârbi        |  | 20 | 30,3%  |
| Musulmani | Musulmani    |  | 1  | 1,51%  |
| necunoscută | necunoscută  |  | 0  | 0%     |